# اتهام (فیلم ۱۹۱۹)
اتهام (فرانسوی: J'accuse‎) فیلمی صامت در سبک درام، رمانتیک و جنگی به کارگردانی ابل گانس محصول سال ۱۹۱۹ سینمای فرانسه است. از بازیگران آن می‌توان به رموآلد ژوبه اشاره کرد. برخی از صحنه‌های فیلم در صحنه‌های واقعی نبرد فیلمبرداری شده است. به تصویر کشیدن واقع‌گرایانه رنج دوران جنگ در این فیلم — به‌ویژه در سکانس مشهور «بازگشت مردگان» — موفقیتی بین‌المللی برای فیلمساز رقم زد و گانس را به عنوان یکی از مهمترین کارگردانان سینمای اروپا شناساند.